# 三田国際学園中学校・高等学校
三田国際科学学園中学校・高等学校（みたこくさいかがくがくえんちゅうがっこう・こうとうがっこう、MITA International School）は、東京都世田谷区用賀二丁目にある中高一貫制の私立学校である。

## 概要
1902年（明治35年）に、仙台藩の天文学者の一人娘・戸板関子によって戸板裁縫学校が開校された。その後、1916年に、三田高等女学校が開校され、1937年に、戸板高等女学校に改称され、1947年に、学制改革に則って、中学・高校からなる戸板中学校・戸板女子高等学校に改編した。2012年（平成24年）に、創立110周年を迎え、2015年度に、校名を三田国際学園中学校・三田国際学園高等学校に改称し、男女共学化を開始した。
学校法人戸板学園が併設型中高一貫教育を施しており、高等学校は第1学年から中学校で入学した内部進学の生徒と高等学校で入学した生徒を混合して学級を編成している。東京都港区三田にある戸板女子短期大学は、同じく学校法人戸板学園が経営する系列校である。
2019年9月に、ポップダンス部が第8回日本中学校ダンス部選手権で全国優勝した。
2021年4月から、西オーストラリア州とのデュアルディプロマプログラム（DDP）を提供している。日本の卒業証書の要件に加え、このプログラムに参加する学生は、西オーストラリア州の上級中等教育コースに登録される。これらの要件を完了すると、西オーストラリア州の教育証明書（WACE）の取得が可能になる。オーストラリアとのDDPを提供する日本で最初の学校である。
2025年4月から、「三田国際科学学園中学校・三田国際科学学園高等学校」に校名が変更になる。

## 沿革
- 1902年 - 戸板裁縫学校を開校。
- 1916年 - 三田高等女学校を開校。
- 1926年 - 姉妹校の大森高等女学校を開校。
- 1937年 - 三田高等女学校から戸板高等女学校に改称。
- 1947年 - 学制改革により、中学・高校からなる現体制に改編。
- 1948年 - 大森高等女学校を併合。
- 1993年 - 港区芝から現在地に移転。
- 2002年 - 創立100周年。
- 2012年 - 創立110周年。
- 2015年 - 戸板中学校・戸板女子高等学校から三田国際学園中学校・三田国際学園高等学校に改称し、男女共学化。
- 2025年 - 「三田国際科学学園中学校・三田国際科学学園高等学校」に校名が変更。

## 施設
- 本校舎の他に、長野県軽井沢町にセミナーハウスがあり、学習や部活動の合宿などに利用する。
- 約6,000坪の校地は桜、梅や杏、柿、ミカン、ドングリなど実のなる樹木が多く、住宅地域でありながら自然に恵まれて鳥や昆虫も多く見かける。周辺に馬事公苑、世田谷美術館、長谷川町子美術館などがある。
- 校舎の設計コンセプトは、校訓とする「知・好・楽」を形にしたインテリジェント・トライアングルで、芝生がある中庭のパティオを中心に教室棟、本館棟、ホール棟の3つの建物が三角形に配され、パティオには1階の教室から直接出ることができる。
- メインホールのステージの周囲とサブホールのステンドグラスに、1940年から2017年3月まで親しまれたセーラー服の金茶3本線を主題とする装飾がある。
- 図書館は約35,000冊の蔵書がある。以前は2階と3階に分かれていたが、2階を自習室に改装している。
- カフェテリアは日替わり定食やラーメンなどを供食する。以前は「スクールランチ」と称し、週に1回カフェテリアで校長や教師と生徒が昼食を共にした。
- 正門からの階段は「シンデレラ階段」の別名があり、春には桜のアーチができる。

## 制服
- 冬服 - ブレザー
- 夏服 - ポロシャツ、ニットベスト

※中学と高校に共通で、2017年3月に従前のセーラー服から変更される。

## 交通アクセス
- 最寄駅：用賀駅（東急田園都市線）徒歩約5分
- 東急バス用06・等12 「用賀」下車徒歩3分

## 主な出身者
- 菅原エン（衆議院議員）
- 松金よね子（女優）
- ふせえり（女優）
- 佐藤有香（フィギュアスケート選手）
- 市橋有里（元マラソン選手）
- 北田典子（元柔道家）
- 桑野通子（女優）

## 不祥事
2012年12月に中学校1年生の生徒が自殺して事件となり、学校は校長名で弔意と謝意とともに、調査委員会による解明と今後の取り組みを表明した。

## 「なりすまし書籍」
「学園長」の「大橋清貫」名義で2019年9月にAmazonで電子書籍『ＬＧＢＴ: ～言論を破壊するものたち～』が発売され、問題になって報道された。J-CASTとTBSの報道では著者の名前や学園名は伏せられた。大橋清貫が代表理事を務める一般財団法人新時代教育研究所によれば、「なりすまし書籍」は大橋清貫の著作物ではなく、東京地方裁判所への提訴を経てAmazon社から発信者情報の開示を受け、発信者・著作者の「なりすまし」については当局の捜査にゆだねているとのことである。